# Allenwiller
Allenwiller korábbi község Franciaországban, Bas-Rhin megyében. Lakosainak száma 541 fő (2018. január 1.). Allenwiller Salenthal és Singrist községekkel határos.
2016. január 1-jén három másik korábbi községgel egyesült és az így létrejött Sommerau új község része lett.

## Népesség
A település népességének változása:
| Lakosok száma | 358  | 381  | 378  | 418  | 453  | 507  | 535  | 1543 | 537  | 541  |
|               | 1962 | 1968 | 1975 | 1990 | 1999 | 2008 | 2013 | 2016 | 2017 | 2018 |